# Emile Buhrer
Pour les articles homonymes, voir Bührer.
Emile Buhrer, né le 27 septembre 1908 à Heilbronn, est un footballeur allemand évoluant au poste de milieu de terrain. 

## Biographie

### FC Metz

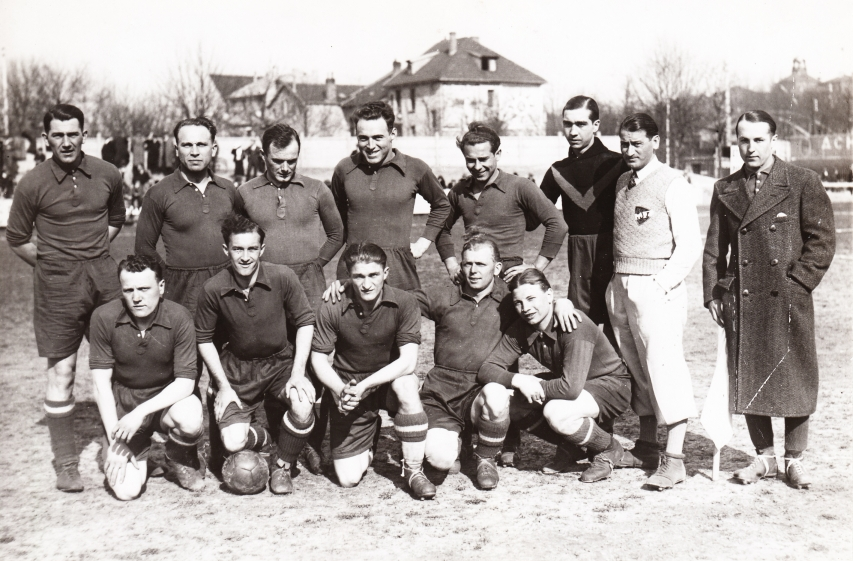
Emile Buhrer en mars 1933 (3e en bas, en partant de la gauche).

Le 11 septembre 1932, le Championnat de France de football est créé, avec la participation du Football Club de Metz qui obtient son statut professionnel et se renforce en signant plusieurs joueurs étrangers pour la première saison officielle de cette première division nationale. 
Le secrétaire général du club, Lucien Poinsignon, engage notamment deux joueurs allemands, l'attaquant Joseph Becker et le milieu de terrain Emile Buhrer, dans les rangs du Cercle Athlétique Messin, le club de la ville de Metz, qui devient alors le FC Metz. 
Le joueur allemand joue ainsi le premier match professionnel de l'histoire du club, au Stade Saint-Symphorien contre le Stade rennais football club (défaite 2-1).

### Valenciennes FC
Il quitte le club avant l'annexion, lors de la trêve sportive de 1936, et rejoint le Valenciennes Football Club jusqu'en 1938 où il met un terme à sa carrière.